# Aittasaari (ö i Lappland, Tunturi-Lappi, lat 68,90, long 20,90)
Aittasaari är en ö i Finland. Den ligger vid Könkämäälvens utlopp i sjön Kiellijärvi och i kommunen Enontekis i den ekonomiska regionen  Fjäll-Lappland och landskapet Lappland, i den norra delen av landet, 1 000 km norr om huvudstaden Helsingfors. Öns längd är 550 meter med en yta av 5,6 hektar och ligger intill gränsen till Sverige.